# Елин връх
Елин връх (1568 m н.в.) се намира в Северозападните Родопи, северозападно от Велинград (над квартал Каменица). От града до върха се стига пеш за около 3 часа по красива пътека, тръгваща от квартал Каменица. На самия връх е построен параклис „Свети Илия“, стенописите в него са от известния велинградски художник Заварин Веселинов. Има и чешма с ледено студена планинска вода. От върха се открива гледка към Велинград, вижда се голяма част от Родопите – Баташка планина и връх Голяма Сюткя, а също така се виждат и части от Пирин.

## Други
На Елин връх е наречена улица в квартал „Лозенец“ в София (Карта).